# Breg pri Temenici
Breg pri Temenici este o localitate din comuna Ivančna Gorica, Slovenia, cu o populație de 45 de locuitori.